# Resolució 250 del Consell de Seguretat de les Nacions Unides
La Resolució 250 del Consell de Seguretat de les Nacions Unides, aprovada per unanimitat el 27 d'abril de 1968, va advertir a Israel d'haver celebrat una desfilada el Dia de la Independència a Jerusalem, capital proclamada per Israel. Israel va ignorar la resolució. En resposta, el Consell va aprovar resolució 251 per condemnar les accions d'Israel.